# 威廉三世 (巴伐利亞)

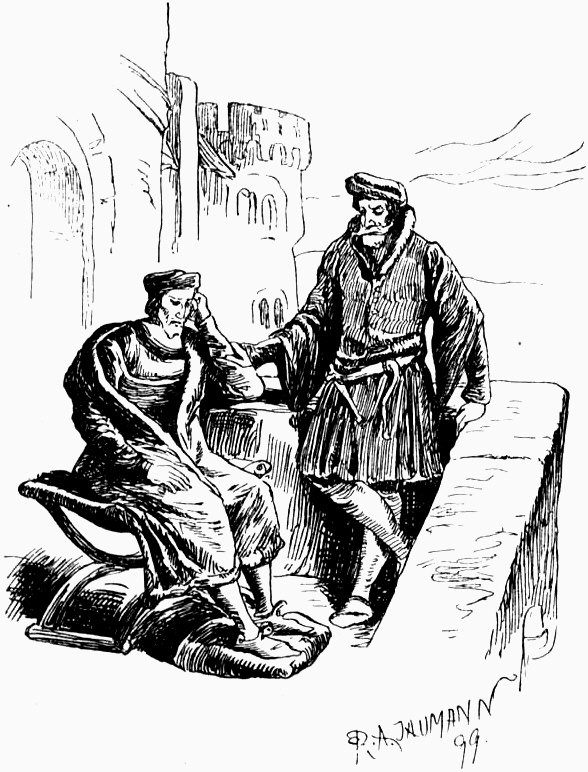
公爵威廉三世和他的侄子阿爾布雷希特（由R. A. Jaumann 於1899年繪製）

威廉三世（1375年—1435年9月12日；German: Wilhelm III., Herzog von Bayern），維特爾斯巴赫家族成員，巴伐利亞-慕尼黑公爵（1397年—1435年在位）。巴伐利亞-慕尼黑公爵約翰二世與第一任妻子戈里齊亞的凱瑟琳的次子。
威廉三世於慕尼黑出生。1397年，父親約翰二世逝世後，與他的兄長恩斯特一起統治了巴伐利亞-慕尼黑公國。
威廉三世與兄長恩斯特於1396和1410年鎖壓了慕尼黑市民的起義，並迫使他的伯父斯特凡三世於1402年將他的統治範圍限制在巴伐利亞-因戈爾施塔特。隨後，威廉三世與恩斯特仍然成功地與巴伐利亞-因戈爾施塔特的斯特凡三世和他的兒子（大鬍子）路易七世進行數次的戰鬥，並成功獲勝，他們亦成為巴伐利亞-蘭茨胡特公爵亨利十六世的盟友。
施特勞賓-荷蘭的維特爾斯巴赫家族斷絕後，恩斯特和他的弟弟威廉三世與堂兄弟巴伐利亞-蘭茨胡特公爵亨利十六世和巴伐利亞-因戈爾施塔特公爵路易七世戰鬥而爭奪其遺下的領地，但最終於1429年獲得巴伐利亞-施特勞賓的一半，包括施特勞賓。
作為盧森堡王朝的盟友，恩斯特支持他被廢黜的妹夫文策爾一世反對自己的維特爾斯巴赫王朝旁支的新任國王魯普雷希特以及瓦特斯勞斯的弟弟西吉斯蒙德，但是威廉三世支持西吉斯蒙德，二人一起於1419年/20年進軍波希米亞及其對揚·胡斯的支持者戰鬥，由此開始了胡斯戰爭，隨後巴伐利亞被拉進戰爭。由於胡斯黨人的威脅，慕尼黑將原有的城市防禦工事在1429年通過第二個外牆環得以加強。
從1431年起，威廉三世為西吉斯蒙德主辦巴塞爾宗教會議 。因此，他確保神聖羅馬帝國的和平，增強巴塞爾會議的權威，並能夠在巴塞爾會議和胡斯黨人之間成功進行談判，其結果是於1433年簽訂巴塞爾契約，從而結束胡斯戰爭。許多人覺得威廉三世是一位熟練的外交官，並將他視為年老的羅馬人民的國王西吉斯蒙德的接班人，但他卻早於1435年去世。
威廉三世與其妻子克萊沃的瑪格麗特的兒子是巴伐利亞公爵阿道夫，阿道夫在威廉三世逝世後接替他成為伯父恩斯特的攝政，直到他於1441年去世。威廉三世被埋葬在慕尼黑聖母主教座堂。

## 家庭
威廉三世於1433年5月11日在巴塞爾與克萊沃公爵阿道夫一世的女兒克萊沃的瑪格麗特，並育有以下子女：
1. 阿道夫（1434年–1441年）
2. 威廉（1435年）